# 藤堂高美
藤堂 高美 （とうどう たかよし、文政7年（1824年） - 元治元年8月29日（1864年9月29日））は、津藩士名張藤堂家（藤堂宮内家）第10代。伊賀国名張1万5000石の領主。
父は津藩の第10代藩主藤堂高兌。正室は藤堂長徳の長女都留子。養子は藤堂高節。幼名は松千代。通称は大炊、宮内。

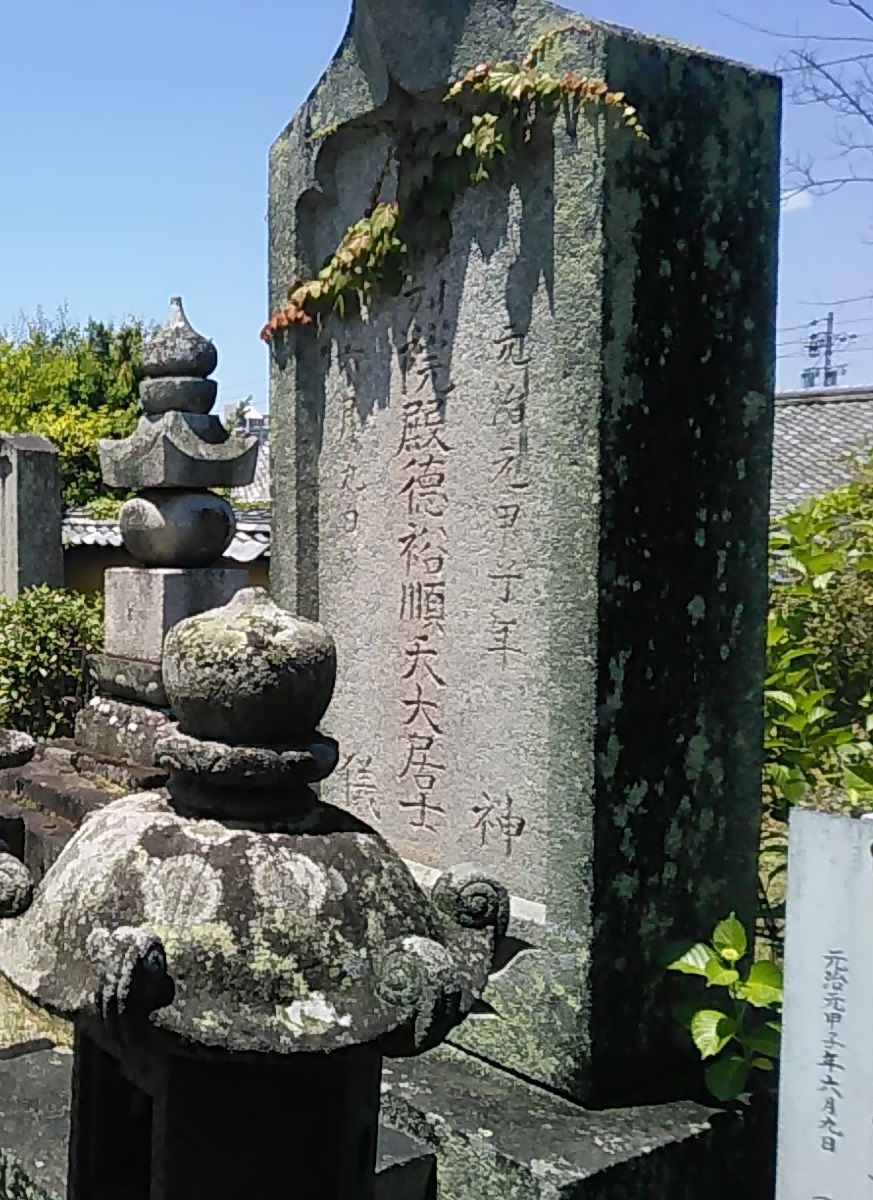
藤堂高美の墓(名張市徳蓮院)

文政4年（1821年）12月14日生まれとする説もある（『平成新修旧華族家系大成』）。名張藤堂家の先代長徳の長男の長親が早世し、次男の長邦（藤堂高邦）は久居藩主家を継いでいたため、長徳の婿養子となる。元政元年（1864年）8月6日に家督相続したが、同年8月29日に急死した。享年41。葬地は名張徳蓮院。藤堂采女家から高節が養子入りして名張藤堂家の家督を継いだ。